# Bitwa pod Sidi as-Sajd
Bitwa pod Sidi as-Sajd – starcie zbrojne, które miało miejsce w 1922 w trakcie walk włosko-libijskich.
W styczniu 1919 roku oddziały włoskie wkroczyły do Libii, rozpoczynając akcję pacyfikacyjną. Po pokonaniu powstańców w nizinnej części kraju, w roku 1922 doszło do ekspedycji zbrojnej w rejon Gharjan. Siły włoskie liczące 2000 ludzi pod dowództwem płk. Rodolfo Grazianiego zajęły w krótkim czasie Jafran i Gharjan. W rejonie Sidi as-Sajd (koło Tarhuny) doszło do starcia z powstańcami pod wodzą szejka Ahmeda el-Mrajeda. Początkowe ataki włoskie zakończyły się niepowodzeniem, dopiero po nadejściu głównych sił z bronią maszynową i artylerią, powstańców rozbito i zmuszono do odwrotu. Straty włoskie wyniosły 204 zabitych i 474 rannych. Powstańcy stracili ok. 1 300 zabitych i rannych.